# グラース家
グラース家（英:Glass family）はアメリカの小説家、J・D・サリンジャーの連作物語に登場する一家である。グラス家とも表記される。
1948年1月31日に発表された短編「バナナフィッシュにうってつけの日」に長男シーモア・グラースが登場したのを皮切りに、作者の様々な作品に一家が登場するようになった。5男2女の大家族で、全員が幼少時代に『これは神童』（It's a Wise Child）というラジオのクイズ番組に出演しているという設定であり、高い知能と知名度を持つ。ウィットとエスプリに満ちた家族間の会話・手紙のやり取り等が特徴。
この一家の物語はサリンジャーのライフワークだったが、1965年に『ハプワース16、一九二四』を発表後、作品を一切発表しないまま隠遁生活ののち2010年に死去した。遺稿の整理を行っている息子のマット・サリンジャーによれば、サリンジャーは隠遁後も執筆を続けており、グラース家のエピソードも残されているという。

## 家族構成
ベシー
グラース家の母親。アイルランド系。「ゾーイー」で登場しゾーイーと会話を交わす。
レス
グラース家の父親。ユダヤ系。作中では登場頻度が少なく深く書かれることはなかった。
シーモア
長男。グラース家の物語の中心をなす人物であり、どの家族も彼の影響を多分に受けている。「バナナフィッシュにうってつけの日」でグラース家の登場人物として初登場するが、結末で拳銃自殺する。
バディ
次男。作家であり、『大工よ、屋根の梁を高く上げよ シーモア-序章-』「ゾーイー」はバディによって書かれたという形式で作品が叙述される。一家の視点人物。
ブーブー
長女。「小舟のほとりで」で登場時は結婚して「タンネンバウム」姓だった。
ウォルト
三男。ウェーカーとは双子。「コネティカットのひょこひょこおじさん」で登場人物の会話の中で間接的に初登場、第二次世界大戦後の日本占領時において不慮の事故（ストーブの爆発）で死亡した。
ウェーカー
四男。ウォルトの12分後に生まれた双子。作中ではほとんど名前のみで、ほとんど人となりは言及されない。
ゾーイー
五男。本名はザカリ。美貌の青年で俳優を仕事にしているが、劇作家やショービジネスに対して不満を持っている。「ゾーイー」では主人公となりフラニーと長い会話をする。
フラニー
次女。本名はフランシス。シーモアとは18歳年が離れている。「フラニー」で主人公として登場。

## グラース一家が登場する作品
- バナナフィッシュにうってつけの日
- コネティカットのひょこひょこおじさん
- 小舟のほとりで
- フラニーとゾーイー
- 大工よ、屋根の梁を高く上げよ シーモア-序章-
- ハプワース16、一九二四

## 評価
『ライ麦畑でつかまえて』と並ぶサリンジャーの主要な著作群だが、特に後半の作品に対しては批判もある。ジョン・アップダイクはニューヨーク・タイムズ紙で『フラニーとゾーイー』の批評として、「グラス家の子供たちはあまりにも美しく知性的で、悟りを開いているし、サリンジャーは彼らを深く愛しすぎている」「彼らをあまりにも身内意識で愛しすぎている。彼らの作り話が彼には隠遁所になっている」と述べた。